# سرمایه انسانی (فیلم ۲۰۱۳)
سرمایه انسانی (به ایتالیایی: Il capitale umano) یک فیلم سینمایی ایتالیایی به کارگردانی پائولو ویردزی محصول سال ۲۰۱۳ است. این فیلم بر اساس رمان آمریکایی سرمایه انسانی نوشته استفان آمیدون ساخته شده‌است. ولری برونی تدسکی برای بازی در این فیلم عنوان بهترین بازیگر زن در جشنواره فیلم ترایبکا ۲۰۱۴ را دریافت کرد. این فیلم به عنوان ورودی بهترین فیلم خارجی زبان ایتالیایی در هشتاد و هفتمین دوره جوایز اسکار انتخاب شد، اما نامزد نشد.

## خلاصه داستان
طی یک تصادف و برخورد ماشین با یک دوچرخه‌سوار، سرنوشت دو خانواده در شب قبل از کریسمس به یکدیگر پیوند می‌خورد…